# Muzeum Ziemi Doberskiej w Dobrej
Muzeum Ziemi Doberskiej w Dobrej – muzeum z siedzibą w Dobrej. Placówka jest miejską jednostką organizacyjną, a jej siedzibą są piwnice budynku Biblioteki Publicznej.
Muzeum powstało w 2005 roku z inicjatywy lokalnego Centrum Aktywizacji Społecznej. W umieszczonych w dwóch salach zbiorach znajdują się głównie eksponaty związane z historią Dobrej. W pierwszym pomieszczeniu ukazano historię miasta do II wojny światowej, ze szczególnym uwzględnieniem rodziny von Devitz, właścicieli tutejszego zamku. W drugiej sali zgromadzono pamiątki związane z okresem powojennym, akcją osiedleńczą na Ziemiach Odzyskanych i życiem codziennym mieszkańców. W zbiorach znajdują się również przedmioty pochodzące z wyposażenia nieczynnej stacji Stargardzkiej Kolei Wąskotorowej – Dobra Nowogardzkie.
Muzeum jest obiektem całorocznym, czynnym z wyjątkiem poniedziałków.